# Espeja de San Marcelino
Espeja de San Marcelino település Spanyolországban, Soria tartományban. Espeja de San Marcelino Santa María de las Hoyas, Fuentearmegil, Alcubilla de Avellaneda, Huerta de Rey, Espejón és Hontoria del Pinar községekkel határos. Lakosainak száma 151 fő (2024).

## Népesség
A település népessége az elmúlt években az alábbi módon változott:
| Lakosok száma | 256  | 238  | 218  | 196  | 180  | 173  | 170  | 155  | 151  | 151  |
|               | 2001 | 2004 | 2007 | 2009 | 2012 | 2014 | 2017 | 2019 | 2022 | 2024 |